# Muntinlupa

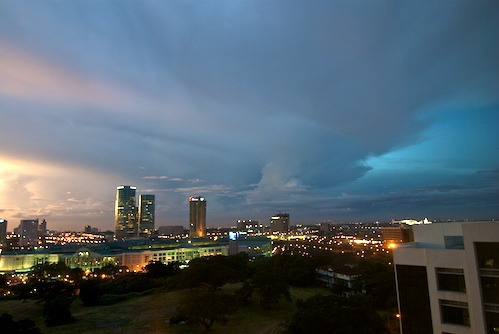
Skyline Muntinlupas

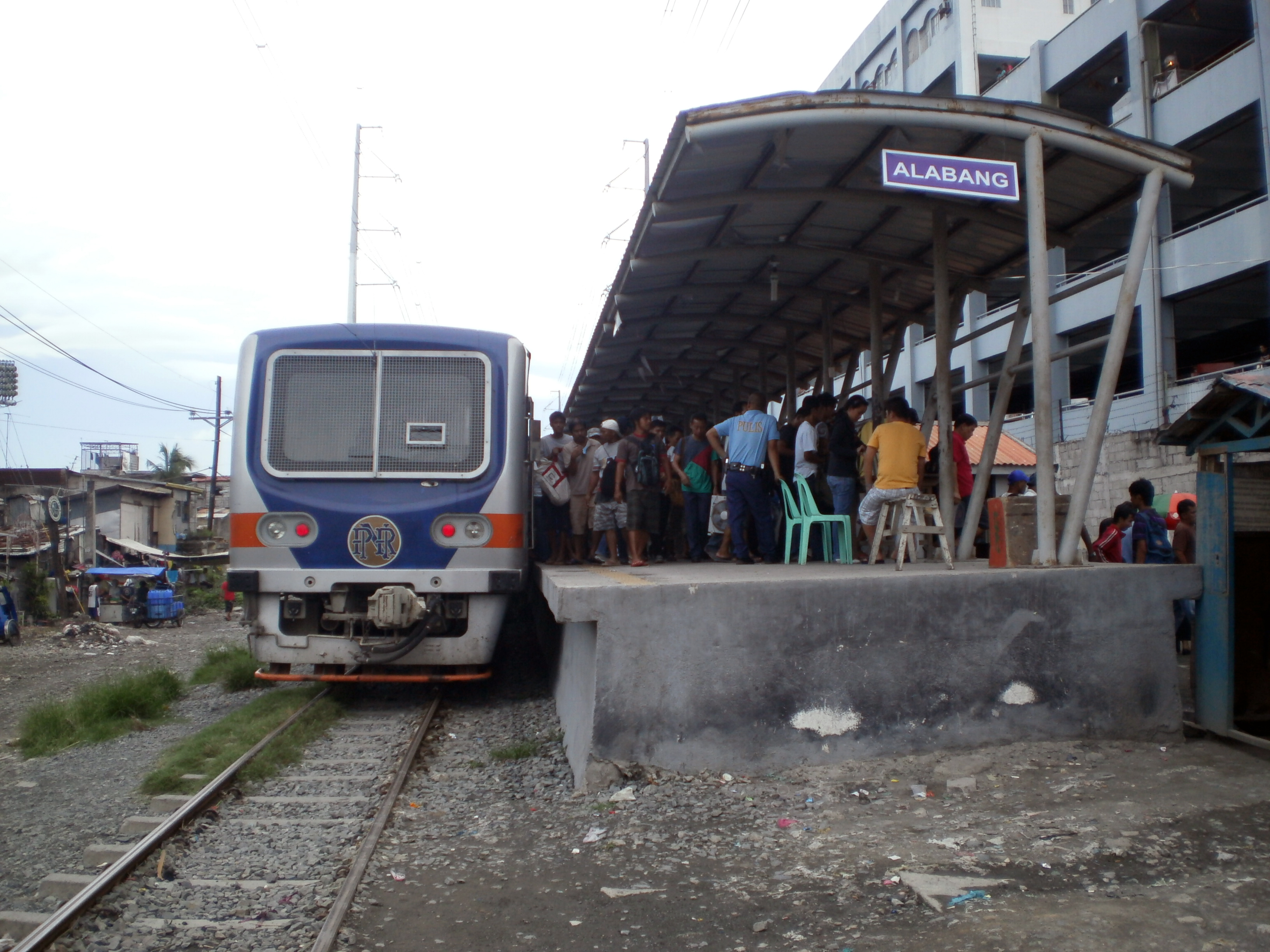
Moderner PNR Rotem Sucat Commuter Express in aktueller Farbgebung der Philippine National Railways an der Haltestelle Alabang

Muntinlupa (offiziell englisch City of Muntinlupa, Tagalog Lungsod ng Muntinlupa) ist eine Großstadt auf den Philippinen.

## Geschichte
Über die Anfänge der Siedlung ist nichts Genaueres bekannt. Erste schriftliche Zeugnisse besagen, dass Muntinlupa bereits im Jahre 1601 unter der Verwaltung des Augustinerordens stand. Der katholische Priester Joaquin de Zuniga bezeichnete die Gemeinde in einer Chronik aus dem 18. Jahrhundert als La Poblacion que Sigue se Llama Muntinlupa (spanisch). Den Status als Stadtgemeinde erhielt Muntinlupa am 25. November 1903 verliehen und am 16. Februar 1994 wurde Muntinlupa der Status einer Großstadt verliehen.

## Namensherkunft
Über die Herkunft des Namens der Großstadt gibt es drei Versionen. Die erste besagt, dass die Beschaffenheit der Oberfläche des Bodens, wofür im Tagalog der Begriff Muntinlupa verwendet wird, verantwortlich ist. Die zweite Version verweist auf die Anfänge der spanischen Kolonisation: Als die ersten Spanier den Boden betraten, fragten sie nach dem Namen der Siedlung und bekamen „Monte sa Lupa“ zur Antwort – was jedoch der Name eines Kartenspiels war, das die Einheimischen gerade spielten. Die dritte Version bezieht sich auf die Topographie im Inland der Siedlung, die als Monte oder Mountain zuerst beschrieben wurde und sich zum Namen Muntinlupa wandelte. Es ist nicht belegt, auf welche Version der Namen der Großstadt zurückzuführen ist.

## Geographie
Muntinlupa ist die südlichste Verwaltungseinheit in der Hauptstadtregion Metro Manila und liegt an den westlichen Ufern der Laguna de Bay. Ihre Nachbargemeinden sind San Pedro (in der Provinz Laguna, im Süden), Parañaque und Taguig (im Norden) und Bacoor und Dasmariñas (in der Provinz Cavite, im Westen).

## Barangays
Die Stadt Muntinlupa ist politisch in neun Barangays unterteilt.
Distrikt I
- Alabang Riles
- Ayala Alabang
- Puli
- Cupang
- Sucat

Distrikt II
- Bayanan
- Poblacion
- Putatan
- Tunasan

## Söhne und Töchter
- Cynthia Villar (* 1950), Politikerin
- Reynaldo Getalado (* 1959), römisch-katholischer Ordensgeistlicher, Bischof von Rarotonga